# Дворец культуры железнодорожников (Уфа)
Дворец культуры железнодорожников (первоначально — Уфимского тепловозоремонтного завода, позже — станции Уфа) — дворец культуры у Солдатского озера в парке имени И. Якутова города Уфы. Долго время являлся культурным центром данного района. Памятник архитектуры, объект культурного наследия регионального значения.
Позднее в здании размещался учебный корпус Уфимского института путей сообщения Самарского государственного университета путей сообщения. Ныне здание передано Башкирскому государственному медицинскому университету.

## Описание
Площадь здания 4459 м2. Ранее к зданию с южной стороны примыкал спортивный зал.

#### Архитектура
Первоначально построен в стиле конструктивизма, позднее перестроен в стиле постконструктивизма.

## История
Клуб железнодорожников создан в 1918, который в 1924 размещён в самой первой закрывшейся церкви города Уфы — Никольской вокзальной, позднее перестроенной под него (позднее — Клуб имени А. А. Андреева).
Здание построено в 1931 по проекту инженер-архитектора А. Г. Климухина как Клуб «Железнодорожник» Уфимских железнодорожных мастерских, в парке имени И. Якутова, подведомственном Уфимской железной дороге, на участке между улицей Карла Маркса и Солдатским озером. В 1935 перестроено по проекту В. М. Максимова.
В Великую Отечественною войну, в здании размещались: эвакуационный пункт, созданный 5 июля 1941 и переведённый 30 августа в Клуб имени А. А. Андреева; с 24 октября 1941 по 1 ноября 1945 — эвакогоспиталь № 3127; после — госпиталь для военнопленных.
С 1941 — Клуб паровозоремонтного завода, с 1968 — Дом культуры тепловозоремонтного завода.
Позднее здание передано станции Уфа как Дворец культуры железнодорожников, затем — Уфимскому институту путей сообщения. В 2010 снесён спортивный зал, на его месте построена детская площадка
В 2019 здание передано Башкирскому государственному медицинскому университету.